# Diego Fuser
Diego Fuser  est un footballeur italien né le 11 novembre 1968 à Venaria Reale. 

## Biographie
Fuser débute en Série A le 26 avril 1987 dans le derby de Turin, contre la Juventus (1-1).
Avec la Nazionale, il obtient sa première sélection le 24 février 1993 au Portugal (victoire 3 à 1).
Malgré son âge avancé de 39 ans pour un sportif, il joue encore au football. Il a en effet signé en 2004 à l'ASDC Canelli, club évoluant en Serie D italienne puis au début de la saison 2008-2009, il rejoint les rangs du club de Savillan, l'ASD Saviglianese Calcio,  en compagnie de Gianluigi Lentini, avec qui il jouait également à l'ASDC Canelli.

## Carrière
- 1986-1989 : Torino Calcio  Italie
- 1989-1990 : Milan AC  Italie
- 1990-1991 : AC Fiorentina  Italie
- 1991-1992 : Milan AC  Italie
- 1992-1998 : Lazio Rome  Italie
- 1998-2001 : Parme AC  Italie
- 2001-2003 : AS Rome  Italie
- 2003-2004 : Torino Calcio  Italie
- 2004-2008 : ASD Canelli  Italie[1]

## Palmarès
- 25 sélections et 3 buts avec l'équipe d'Italie entre 1990 et 1997
- Vainqueur de la Ligue des Champions en 1990 avec le Milan AC
- Vainqueur de la Coupe de l'UEFA en 1999 avec Parme
- Champion d'Italie en 1992 avec le Milan AC
- Vainqueur de la Coupe d'Italie en 1998 avec la Lazio Rome et en 1999 avec Parme
- Vainqueur du Tournoi de Viareggio avec le Torino en 1987